# Chicago Pile-1

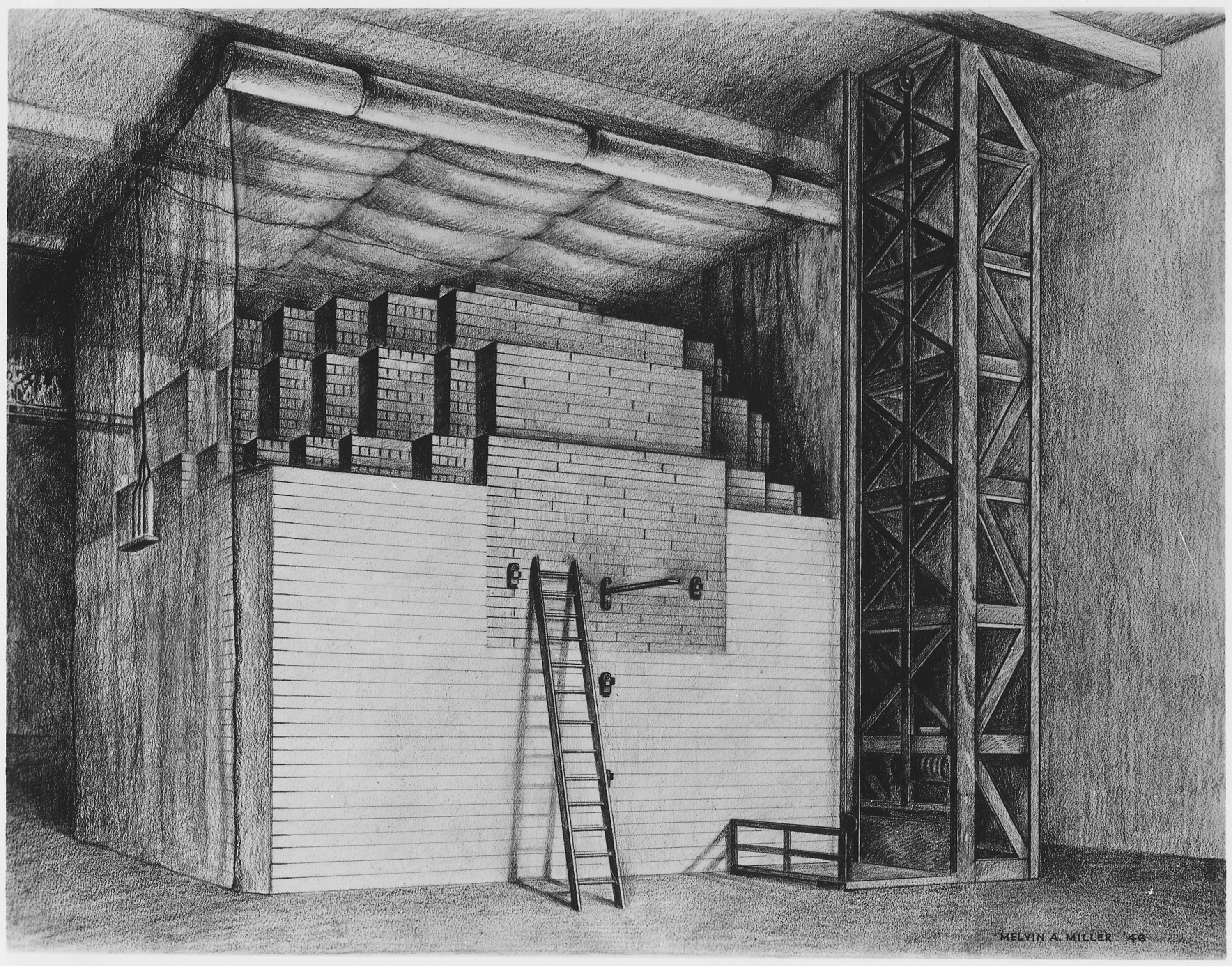
Disegno del reattore nucleare

Chicago Pile-1 (CP-1) è stato il primo reattore artificiale a fissione nucleare a catena al mondo. Fu costruito nel campo da racquets situato sotto le tribune ovest dello stadio abbandonato Alonzo Stagg Field del campus dell'Università di Chicago. La prima reazione a catena artificiale, autoalimentata, venne iniziata all'interno del CP-1 il 2 dicembre 1942.

## Reattore
Il reattore era costituito da pastiglie di uranio e blocchi di grafite, che furono assemblati sotto la supervisione del fisico italiano Enrico Fermi, in collaborazione con Leó Szilárd, l'ideatore nel 1933 della reazione nucleare a catena. Esso conteneva una massa critica di materiale fissile, insieme a barre di controllo, e fu costruito come parte del Progetto Manhattan dal laboratorio metallurgico dell'Università di Chicago. La forma della pila doveva essere approssimativamente sferica, ma mentre il lavoro procedeva Fermi calcolò che la massa critica poteva essere raggiunta senza terminare l'intera pila come programmato.
Uno sciopero lavorativo impedì la costruzione della pila presso l'Argonne National Laboratory, così Fermi e i suoi colleghi Martin Whittaker e Walter Zinn cominciarono a costruire la pila (il termine "reattore nucleare" non era usato fino al 1952) in un campo da racquets situato sotto le tribune ovest dello stadio abbandonato Alonzo Stagg Field dell'Università di Chicago. La pila consisteva in pellet di uranio come nocciolo produttore di neutroni, con i pellet separati gli uni dagli altri da blocchi di grafite con funzione di moderatore per rallentare i neutroni. Fermi stesso descrisse l'apparato come "una pila grezza di mattoni neri e travi in legno". I controlli consistevano di barre rivestite di cadmio che assorbivano i neutroni. Togliendo le barre sarebbe aumentata l'attività dei neutroni nella pila, conducendo a una reazione a catena autoalimentata. Il reinserimento delle barre avrebbe smorzato la reazione.

## Prima reazione nucleare

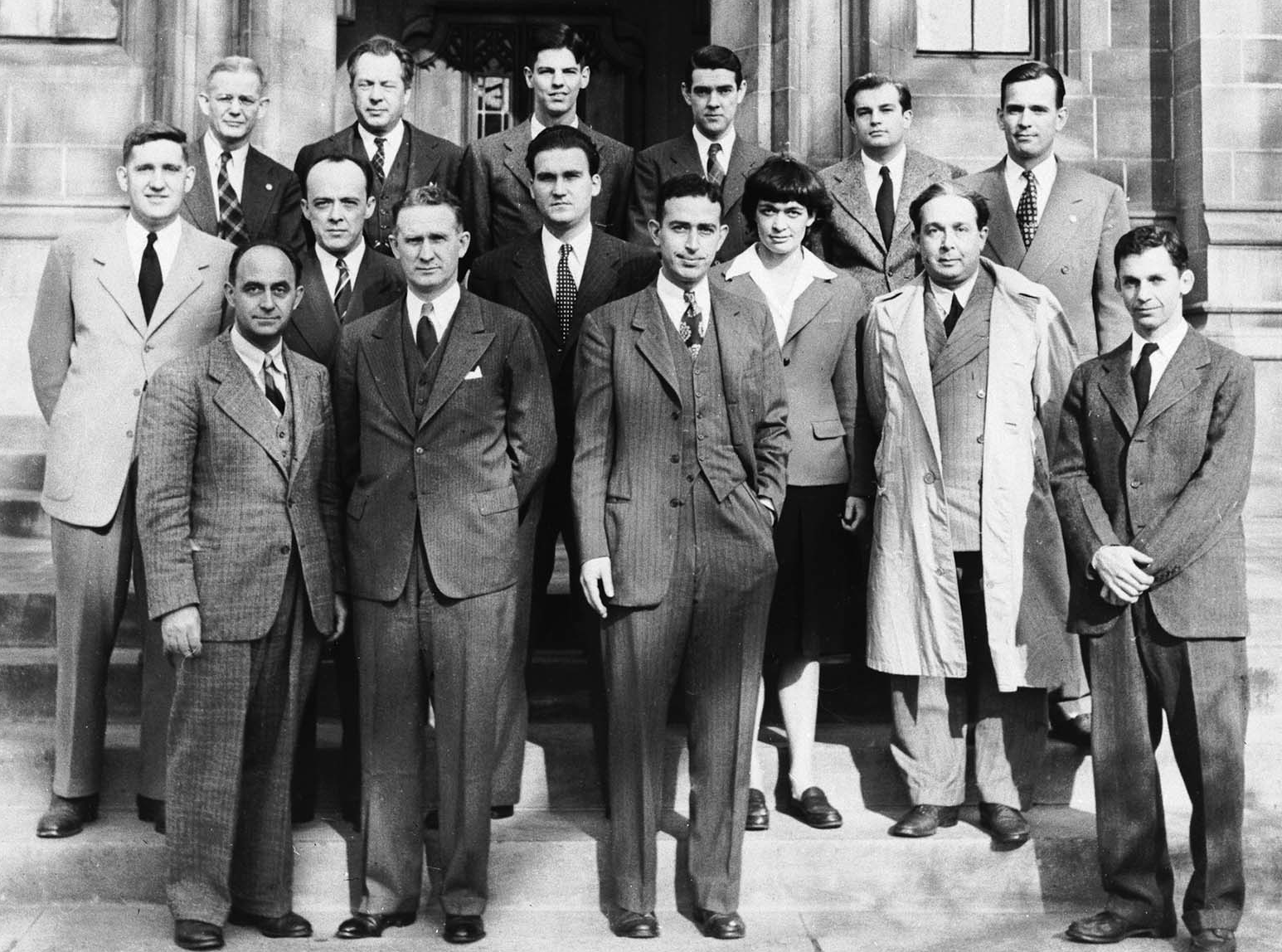
Il gruppo di ricercatori impegnati nel Chicago Pile-1

Il 2 dicembre 1942 il reattore CP-1 era pronto per una dimostrazione. In presenza di un gruppo di dignitari, un giovane scienziato chiamato George Weil manovrò l'asta di controllo finale mentre Fermi controllò attentamente l'attività dei neutroni. La pila raggiunse la massa critica per autoalimentare la reazione alle ore 15:25. Fermi la spense dopo 28 minuti.
Dopo che venne realizzata la prima reazione nucleare a catena autoalimentata, venne fatta una telefonata in codice dal responsabile Compton a Conant, presidente del National Defense Research Committee. La conversazione era in un codice improvvisato:
Compton: The Italian navigator has just landed in the new world.
Conant: Were the natives friendly?
Compton: Everyone landed safe and happy.»
Compton: Il navigatore italiano è appena sbarcato nel nuovo mondo.
Conant: I nativi erano amichevoli?
Compton: Tutti sono sbarcati salvi e felici.»
Diversamente dalla maggior parte dei reattori che sono stati costruiti da allora, il primo reattore non possedeva la schermatura contro le radiazioni e nessun sistema di raffreddamento di qualsiasi tipo. Fermi convinse Arthur Compton che i suoi calcoli erano abbastanza affidabili per escludere una reazione a catena fuori controllo o una esplosione, ma, come gli storici ufficiali della Commissione per l'Energia Atomica più tardi notarono, restò il rischio nel condurre un esperimento potenzialmente catastrofico in una delle aree più densamente popolate della nazione.
Il funzionamento del CP-1 si concluse nel febbraio 1943. Il reattore fu poi smantellato e trasferito al Sito A nella riserva forestale di Red Gate Woods, l'ex sito dell'Argonne National Laboratory, dove venne ricostruito utilizzando i materiali originali, con l'aggiunta di un esteso sistema di radioprotezione, e rinominato Chicago Pile-2 (CP-2). Il CP-2 iniziò a funzionare nel marzo 1943 e fu più tardi sotterrato nello stesso sito.

## Rilevanza e commemorazione
Il sito della prima reazione nucleare autoalimentata realizzata dall'uomo è stato designato National Historic Landmark il 18 febbraio 1965. Il 15 ottobre 1966 è stato incluso nel National Register of Historic Places di nuova creazione con atto emanato lo stesso giorno. Il sito è stato incluso nei Chicago Landmarks il 27 ottobre 1971. Un piccolo blocco di grafite dalla pila è in mostra presso il Museo della scienza e dell'industria di Chicago, un altro blocco può essere visto al Bradbury Science Museum di Los Alamos. Un pezzo di terra del vecchio Alonzo Stagg Field è conservato alla Regenstein Library all'Università di Chicago. Henry Moore ha realizzato una scultura in bronzo, Nuclear Energy, in occasione della celebrazione del venticinquesimo anniversario della prima reazione di fissione realizzata da Fermi.